# Havsbraxenfiskar
Havsbraxenfiskar (Bramidae) är en familj i underordningen abborrlika fiskar (Percoidei). Det finns 8 släkten med tjugotalet arter som lever i tempererade och subtropiska havsområden av Atlanten, Indiska oceanen och Stilla havet.
De har bara en ryggfena som står mycket högt. Analfenan är vanligtvis lika formad som ryggfenan så att fiskarna verkar vara symmetrisk. Stjärtfenan är hos unga individer rund och hos vuxna djur kluven. Havsbraxenfiskar lever i mindre grupper. Kroppslängden ligger beroende på art mellan 28 och 85 centimeter.
De flesta arter når ett djup av 200 meter och några kan dyka till ett djup av 600 meter. Födan utgörs av små fiskar, bläckfiskar och kräftdjur.

## Släkten och arter
- Brama  Bloch & Schneider, 1801.  8 arter 
  - Brama australis  Valenciennes, 1837 
  - havsbraxen (Brama brama)  (Bonnaterre, 1788) 
  - Brama caribbea  Mead, 1972 
  - Brama dussumieri  Cuvier, 1831 
  - stillahavsbraxen (Brama japonica)  Hilgendorf, 1878 
  - Brama myersi  Mead, 1972 
  - Brama orcini  Cuvier i Cuvier & Valenciennes, 1831 
  - Brama pauciradiata  Moteki, Fujita & Last, 1995

- Collybus  Snyder, 1904.  1 art
  - Collybus drachme  Snyder, 1904

- Eumegistus  Jordan & Jordan, 1922.  2 arter
  - Eumegistus brevorti  (Poey, 1860) 
  - Eumegistus illustris  Jordan & Jordan, 1922

- Pteraclis  Gronow, 1772.  3 arter
  - Pteraclis aesticola  (Jordan & Snyder, 1901) 
  - Pteraclis carolinus  Valenciennes i Cuvier & Valenciennes, 1833  Pteraclis carolinus

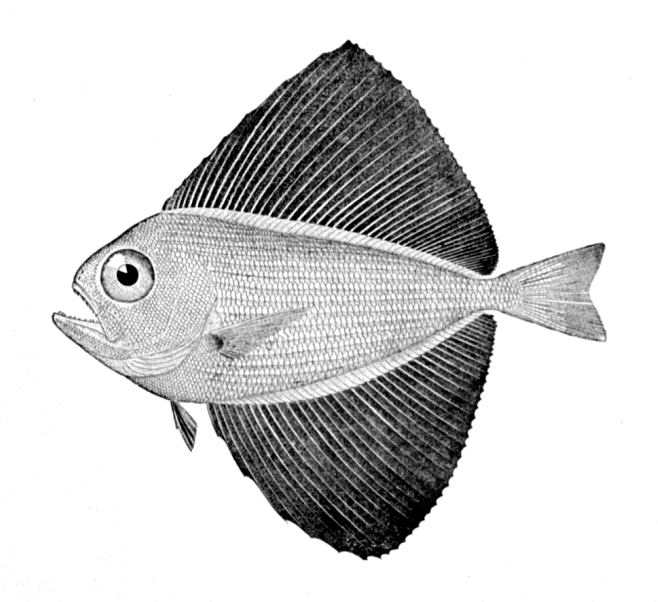
Pteraclis carolinus

  - Pteraclis velifera  (Pallas, 1770)

- Pterycombus  Fries, 1837.  2 arter
  - fengömmare (Pterycombus brama)  Fries, 1837 
  - Pterycombus petersii  (Hilgendorf, 1878)

- Taractes  Lowe, 1843.  2 arter
  - högfenad havsbraxen (Taractes asper)  Lowe, 1843 
  - Taractes rubescens  (Jordan & Evermann, 1887)

- Taractichthys  Mead & Maul, 1958.  2 arter
  - långfenad havsbraxen (Taractichthys longipinnis)  (Lowe, 1843) 
  - Taractichthys steindachneri  (Döderlein i Steindachner & Döderlein, 1883)

- Xenobrama  Yatsu & Nakamura, 1989.  1 art
  - Xenobrama microlepis  Yatsu & Nakamura, 1989